# 增乘开立方术

贾宪增乘开立方术

增乘开立方法是北宋数学家贾宪发明的开立方法，不同于贾宪的根据二项式展开的释锁开立方术。
- 布算五行，由上至下依次为上商、实、方、廉、下法。
- 置算筹1860867于实。
- 得第一位根数100，置上商。
- 以上商乘下法置廉
- 乘廉为方
- 从实除去得860867
- 以上商乘下法，入廉；乘廉加入方
- 复乘下法入廉
- 方退一位，廉退二位，下法退三位
- 估次商，得2；以之乘下法，得2入廉，乘廉得4入方=364000。
- 方36400乘第二上商2=728000
- 实860867-728000=132867
- 以次商乘下法，入廉=34000；乘廉加入方=432000
- 复乘下发入廉=36000
- 方退一位=43200，廉退二位=360，下法退三位=1
- 估商第三位，得3；
- 以上商乘下法，入廉=363；乘廉=1089加入方=44289
- 上商第三位数乘以方=3*44289=132867，从实132867减去，得零。
- 立方根=123